# Битва за Лейте
Битва за Лейте (англ. Battle of Leyte) — первая стадия Филиппинской операции во Второй мировой войны, продолжавшаяся 20 октября — 31 декабря 1944 года.

## Предыстория
К середине 1944 года американцы захватили Марианские острова и запад Новой Гвинеи. Было очевидно, что следующей целью американского наступления станут Филиппины. Для обороны островов японцами был развёрнут 14-й фронт под командованием Сигэнори Куроды.

## Ход событий
17 октября 1944 года американские войска высадились на небольшом островке Сулуан в заливе Лейте. Так как особого значения этот островок не имел, а ни на следующий день, ни через день никаких новых попыток высадки не последовало, то японцы не приняли эти действия всерьёз и не стали ничего предпринимать для укрепления обороны.
20 октября 1944 года на острове Лейте в районах Паоло—Танауан и Сан-Хосе—Дулаг высадились основные силы 6-й армии: 10-й армейский корпус с 1-й и 24-й пехотными дивизиями, а также 24-й армейский корпус с 7-й и 96-й пехотными дивизиями. Им противостояла одна японская 16-я дивизия, которая, естественно, не смогла сдержать наступающие американские войска. Поняв, что именно здесь нанесён главный удар, японское командование спешно начало переброску с острова Лусон 1-й, 23-й и 26-й дивизий 41-й армии.
К концу ноября в руках американцев оказалась почти вся восточная и юго-восточная часть острова: на севере их дивизии вышли к заливу Каригара, на юге — к заливу Ормок. Перебрасываемые с Лусона японские части бросались в бой прямо с транспортов, не успев построить сколько-нибудь серьёзных оборонительных сооружений, и перемалывались по частям.
К середине декабря американцы дополнительно высадили на Лейте 23-й, 32-ю и 77-ю пехотные дивизии. Противостоявшая им 16-я дивизия не могла их остановить несмотря на помощь частями 1-й и 26-й дивизий, и продолжала отход. 21 декабря американцы захватили Ормок, в результате чего японцы потеряли возможность высаживать подкрепления на Лейте. К концу декабря остров был полностью захвачен американцами.

## Результаты
Захват плацдарма в центре Филиппин позволил американским войскам перейти к освобождению основных филиппинских островов.